# Ökogouvernementalität
Ecogovernmentality (auch Ökogouvernementalität, Ökologische Gouvernementalität oder gelegentlich Umweltlichkeit) ist ein Begriff der politischen Ökologie.
Der Begriff bezeichnet die Anwendung der foucaultschen Konzepte der Bio-Macht und Gouvernementalität auf den Bereich sozialer Interaktionen mit der natürlichen Welt und erweitert Foucaults genealogische Untersuchung des Staates um ökologische Rationalitäten und Regierungstechnologien.
Den Begriff prägte ab der Mitte der 1990er Jahre eine kleine Gruppe von Theoretikern um Timothy Luke, Eric Darier und Paul Rutherford. Die Literatur über Ökogovernmentalität wuchs als Reaktion auf das vermeintliche Fehlen einer foucaultschen Analyse des Umweltbewusstseins und in Umweltstudien.